# MVP de la BNXT League
El premio al Jugador Más Valioso de la Liga BNXT se otorga anualmente al final de la temporada regular de la Liga BNXT, la liga de baloncesto profesional más importante de Bélgica y los Países Bajos, al jugador más valioso de la liga.
El galardón es el premio MVP de primer nivel tanto en el sistema holandés como en el belga, reemplazando el premio MVP de la Pro Basketball League y el premio al jugador más valioso de la DBL. El premio actual, otorgado por la Liga BNXT, comenzó cuando comenzó esa liga, con la temporada 2021-22.

## Ganadores del MVP de la BNXT League (2022–presente)
| ^           | Denota jugador todavía activo en la BNXT League                               |
| *           | Elegido para el FIBA Hall of Fame                                             |
| dagger      | Denota jugador que ganó el campeonato ese año                                 |
| Jugador (X) | Denota el número de veces que el jugador ganó el galardón                     |
| Equipo (X)  | Denota el número de veces que un jugador de ese equipo ha logrado el galardón |

| Temporada | Jugador           | Pos.  | Nacionalidad   | Equipo              | Ref.  |
| --------- | ----------------- | ----- | -------------- | ------------------- | ----- |
| 2021–22   | Levi Randolph^    | E / A | Estados Unidos | Filou Oostende      | [ 1 ] |
| 2022–23   | Brian Fobbs^      | E     | Estados Unidos | Kangoeroes Mechelen | [ 2 ] |
| 2023–24   | Damien Jefferson^ | A     | Estados Unidos | Filou Oostende (2)  | [ 3 ] |
| 2024–25   | Timmy Allen       | A     | Estados Unidos | Filou Oostende (3)  | [ 4 ] |